# 忠類村
忠類村（日语：／ Chūrui mura */?）為過去位於北海道十勝支廳南部的行政區，已於2006年2月6日併入幕別町。轄區多數區域為平原。
名稱來自阿伊努語的「ciw-ruy-to-puy」，意思為（當緣川的）急流。

## 歷史
轄區過去屬於當緣郡當緣村管轄，在1906年4月1日當緣村被廢除後，被併入茂寄村（現在的廣尾町）。1928年10月1日再被分設新設置的大樹村。
- 1949年8月20日：忠類村從大樹村（現在的大樹町）分割獨立設置。[1]
- 2006年2月6日：忠類村被併入中川郡幕別町。

## 產業
以農業為主，特產品為。

## 交通

### 機場
- 釧路機場（位於舊釧路市，距離約20公里）

### 鐵路
- 境內無鐵路經過。
- 曾經有廣尾線通過，已於1987年停駛。
  - 忠類車站

### 道路
| 一般國道 - 國道236號 - 國道336號 | 道道 - 北海道道15號幕別大樹線 - 北海道道319號生花大樹線 - 北海道道657號美成忠類停車場線 - 北海道道773號萌和大樹停車場線 |

## 觀光景點
- 忠類納瑪象紀念館
- 納瑪温泉

## 教育

### 中學校
- 忠類町立忠類中學校（現在的幕別町立忠類中學校）

### 小學校
- 忠類町立忠類小學校（現在的幕別町立忠類小學校）

## 姊妹市・友好都市
- 上尾市（埼玉縣）

## 本地出身的名人
- 上島知奈美：設計師